# Beatrice Stroscio
Beatrice Stroscio (Patti, 11 aprile 2001) è una cestista italiana.
Playmaker-guardia di 165 cm, ha giocato in Serie A1 con Ragusa.

## Carriera

### Nei club
Ha partecipato a due Trofei delle Regioni. L'esordio è nel 2015; nel 2016 è la miglior marcatrice della Sicilia che chiude seconda.
È stata la miglior marcatrice della Serie B 2016-2017 in Sicilia con la media di 16,4 punti a partita. Nello stesso anno, è campionessa regionale Under-18 con la maglia della Passalacqua Ragusa. È la seconda migliore nel girone siciliano due stagioni dopo, con 277 punti e 18,5 di media.
È quindi entrata a pieno titolo nel roster della Serie A1, che ha disputato per tre stagioni con la Virtus Eirene Ragusa chiudendo con 22 presenze e 47 punti.

### In Nazionale
Con le Nazionali giovanili ha disputato il Trofeo dell’Amicizia, un EuroBasket U16 e un EuroBasket U18. È stata campionessa europea Under-18 con le azzurre battendo in finale l'Ungheria a Sarajevo nel 2019.
Trova spazio poi nelle Nazionali 3x3. Nel 2022 è nell'Under-21, nel 2023 disputa il Mondiale Under-23. Nel marzo 2024 partecipa a un raduno con la Nazionale 3×3 Open.

## Palmarès

### Nazionale
- Europei Under-18:
 Bosnia-Erzegovina 2019